# خسرو حیدری

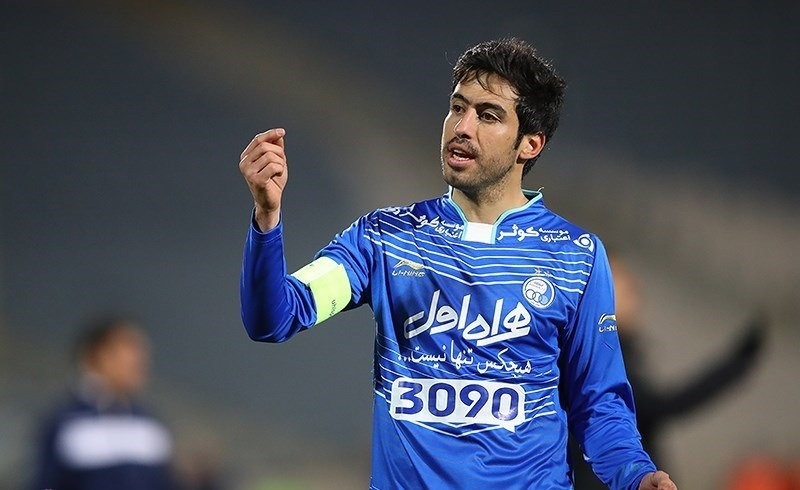
حیدری در حال بازی برای استقلال

خسرو حیدری (زادهٔ ۲۳ شهریور سال ۱۳۶۲ در تهران) بازیکن فوتبال پیشین و سرمربی کنونی فوتبال اهل ایران است و هم اکنون مربی باشگاه فوتبال استقلال را بر عهده دارد.
خسرو حیدری که در پست دفاع راست بازی می‌کرد، در حال حاضر با دادن ۵۷ پاس گل بهترین پاسور تاریخ باشگاه فوتبال استقلال تهران است.

## دوران مربیگری

### استقلال
وی در ۱۸ تیر ۱۴۰۱ به عنوان دستیار ریکادو ساپینتو در باشگاه فوتبال استقلال معرفی شد.

### خوشه طلایی
خسرو حیدری نخستین تجربهٔ سرمربی بودن را از باشگاه فوتبال خوشه طلایی در لیگ آزادگان آغاز کرد.

### امید استقلال
پس از استعفای آرش برهانی از این سمت خسرو حیدری در ۱۹ تیر ۱۴۰۳ سرمربیگری باشگاه فوتبال امید استقلال را بر عهده گرفت.

## آمار باشگاهی
آخرین به روز رسانی: ۲۶ اردیبهشت ۱۳۹۸
| آمار باشگاهی    | آمار باشگاهی    | آمار باشگاهی    | لیگ  | لیگ | جام      | جام      | قاره‌ای | قاره‌ای | مجموع | مجموع |
| فصل             | جام             | لیگ             | بازی | گل  | بازی     | گل       | بازی   | گل     | بازی  | گل    |
| ایران           | ایران           | ایران           | لیگ  | لیگ | جام حذفی | جام حذفی | آسیا   | آسیا   | مجموع | مجموع |
| --------------- | --------------- | --------------- | ---- | --- | -------- | -------- | ------ | ------ | ----- | ----- |
| ۸۲–۱۳۸۱         | ابومسلم         | لیگ برتر        | ۷    | ۰   | ۰        | ۰        | _      | _      | ۷     | ۰     |
| ۸۳–۱۳۸۲         | ابومسلم         | لیگ برتر        | ۶    | ۰   | ۰        | ۰        | _      | _      | ۶     | ۰     |
| مجموع ابومسلم   | مجموع ابومسلم   | مجموع ابومسلم   | ۱۳   | ۰   | ۰        | ۰        | _      | _      | ۱۳    | ۰     |
| ۸۴–۱۳۸۳         | پیکان           | لیگ برتر        | ۲۹   | ۱   | ۱        | ۱        | _      | _      | ۳۰    | ۲     |
| مجموع پیکان     | مجموع پیکان     | مجموع پیکان     | ۲۹   | ۱   | ۱        | ۱        | _      | _      | ۳۰    | ۲     |
| ۸۵–۱۳۸۴         | پاس تهران       | لیگ برتر        | ۲۲   | ۱   | ۱        | ۱        | _      | _      | ۲۳    | ۲     |
| ۸۶–۱۳۸۵         | پاس تهران       | لیگ برتر        | ۲۵   | ۰   | ۲        | ۱        | _      | _      | ۲۷    | ۱     |
| مجموع پاس تهران | مجموع پاس تهران | مجموع پاس تهران | ۴۷   | ۱   | ۳        | ۲        | _      | _      | ۵۰    | ۳     |
| ۸۷–۱۳۸۶         | پاس همدان       | لیگ برتر        | ۳۱   | ۰   | ۳        | ۰        | _      | _      | ۳۴    | ۰     |
| مجموع پاس همدان | مجموع پاس همدان | مجموع پاس همدان | ۳۱   | ۰   | ۳        | ۰        | _      | _      | ۳۴    | ۰     |
| ۸۸–۱۳۸۷         | استقلال         | لیگ برتر        | ۳۳   | ۱   | ۱        | ۰        | ۶      | ۰      | ۴۰    | ۱     |
| ۸۹–۱۳۸۸         | استقلال         | لیگ برتر        | ۳۲   | ۰   | ۱        | ۰        | ۷      | ۰      | ۴۰    | ۰     |
| مجموع استقلال   | مجموع استقلال   | مجموع استقلال   | ۶۵   | ۱   | ۲        | ۰        | ۱۳     | ۰      | ۸۰    | ۱     |
| ۹۰–۱۳۸۹         | سپاهان          | لیگ برتر        | ۳۱   | ۱   | ۲        | ۰        | ۷      | ۰      | ۴۰    | ۱     |
| مجموع سپاهان    | مجموع سپاهان    | مجموع سپاهان    | ۳۱   | ۱   | ۲        | ۰        | ۷      | ۰      | ۴۰    | ۱     |
| ۹۱–۱۳۹۰         | استقلال         | لیگ برتر        | ۲۶   | ۰   | ۱        | ۰        | ۵      | ۲      | ۳۲    | ۲     |
| ۹۲–۱۳۹۱         | استقلال         | لیگ برتر        | ۳۰   | ۱   | ۴        | ۰        | ۷      | ۱      | ۴۱    | ۲     |
| ۹۳–۱۳۹۲         | استقلال         | لیگ برتر        | ۱۸   | ۰   | ۲        | ۰        | ۸      | ۱      | ۲۸    | ۱     |
| ۹۴–۱۳۹۳         | استقلال         | لیگ برتر        | ۲۴   | ۱   | ۳        | ۰        | _      | _      | ۲۷    | ۱     |
| ۹۵–۱۳۹۴         | استقلال         | لیگ برتر        | ۱۸   | ۰   | ۳        | ۰        | _      | _      | ۲۱    | ۰     |
| ۹۶–۱۳۹۵         | استقلال         | لیگ برتر        | ۲۴   | ۰   | ۲        | ۰        | ۹      | ۰      | ۳۳    | ۲     |
| ۹۷–۱۳۹۶         | استقلال         | لیگ برتر        | ۱۶   | ۰   | ۴        | ۱        | ۶      | ۰      | ۲۶    | ۱     |
| ۹۸–۱۳۹۷         | استقلال         | لیگ برتر        | ۸    | ۰   | ۰        | ۰        | ۳      | ۰      | ۱۲    | ۰     |
| مجموع استقلال   | مجموع استقلال   | مجموع استقلال   | ۱۶۴  | ۲   | ۱۹       | ۱        | ۳۸     | ۴      | ۲۱۹   | ۷     |
| مجموع آمار      | مجموع آمار      | مجموع آمار      | ۳۷۸  | ۶   | ۳۰       | ۴        | ۵۸     | ۴      | ۴۶۶   | ۱۴    |

- آمار پاس گل

| فصل       | تیم     | پاس گل |
| --------- | ------- | ------ |
| ۲۰۱۴–۲۰۱۵ | استقلال | ۵      |
| ۲۰۱۵–۲۰۱۶ | استقلال | ۶      |
| ۲۰۱۶–۲۰۱۷ | استقلال | ۵      |
| ۲۰۱۷–۲۰۱۸ | استقلال | ۲      |

## افتخارات
لیگ برتر
- نایب قهرمانی در لیگ برتر ایران ۸۴–۸۵ به همراه تیم پاس
- قهرمانی در لیگ برتر ایران ۸۸–۸۷ به همراه تیم استقلال
- قهرمانی در لیگ برتر ایران ۹۰–۸۹ به همراه تیم سپاهان
- قهرمانی در لیگ برتر ایران ۹۲–۹۱ به همراه تیم استقلال
- نایب قهرمانی در لیگ برتر ایران ۹۶–۱۳۹۵ به همراه تیم استقلال

جام حذفی
- قهرمانی در جام حذفی ایران ۹۱–۹۰ به همراه تیم استقلال
- قهرمانی در جام حذفی ایران ۹۷–۹۶ به همراه تیم استقلال

### به عنوان دستیار
- قهرمانی در سوپر جام ایران ۱۴۰۱ به همراه استقلال
- نایب قهرمانی در جام حذفی ایران ۰۲–۱۴۰۱ به همراه استقلال